# Rollerblade
Rollerblade è un'azienda statunitense produttrice di omonimi pattini in linea. Venne fondata nel 1980 da Scott e Brennan Olson e successivamente venne acquisita da Nordica, Benetton e infine da Tecnica.

## Storia
L'azienda nasce negli Stati Uniti d'America nel 1980 grazie ai fratelli Olson che realizzano un pattino in linea con materiali innovativi e più leggeri, per consentire agli atleti di hockey su ghiaccio di allenarsi anche senza ghiaccio. A quel tempo il mercato dei pattini era dominato dai tradizionali pattini quad e pertanto venne avviata una forte campagna di marketing grazie alla quale, a metà degli anni ottanta, si diffusero a Miami Beach, a Minneapolis e a Venice Beach. Alcuni anni dopo l'azienda cessò la vendita diretta e passò alla distribuzione per mezzo di negozi sportivi. La crescente pubblicità, l'organizzazione di eventi e spettacoli e una migliore gestione delle relazioni con il pubblico garantirono allo sport una notevole popolarità.
Nel 1990 vi furono i primi accordi per la distribuzione internazionale e l'anno successivo la Nordica, del gruppo Benetton, acquisì il 50% dell'azienda. L'ingresso nel gruppo consentì un'ampia visibilità al prodotto, portando a un vero e proprio boom dello sport. Molte innovazioni vennero portate, con materiali più leggeri e più resistenti, prezzi più competitivi e l'introduzione di nuove tecnologie.
Dal 2003 è stata acquisita dal gruppo Tecnica. La Rollerblade ha avuto il merito negli anni di introdurre innovazioni importanti nel mondo del pattinaggio:
- Scarpetta ventilata
- Sistema di chiusura a leva
- Invenzione del pattino aggressive
- Sistema di frenata ABT
- Pattino da donna